# Cine Verneda
El Cine Verneda va estar situat al carrer Guipúzcoa nº 99 tocant la cantonada amb el carrer Cantabria. Va ser construït per l'arquitecte Miguel Ponsetti Vives entorn el 1962 i va ser inaugurat al mes de gener de 1966 amb una capacitat de 1900 localitats.
El cinema Verneda va ser creat per la iniciativa de l'empresa cinematogràfica Triunfo S.A sota la direcció de personalitats com Francisco Ramos Carrasco, Miquel Capdevila Torra i Mauricio Lebouchard Martínez.
El cinema Verneda es recorda com un cinema plenament de barri. A les seves proximitats hi havia el cinema Levante que de forma conjunta cobrien la demanda cultural del veïnat. En aquest aspecte, el cinema Verneda presentava una programació doble entre setmana de dilluns a dijous i una programació més variada pels caps de setmana cobert des de divendres fins diumenge. Sense dubtes els diumenges hi havia una gran afluència de gent.
En alguns moments, el cinema Verneda va dur a terme programes simultanis amb el cinema Triunfo situat al Poble Nou. En aquest sentit, hi trobem la projecció de pel·lícules com: Nacido salvaje, El día más largo de Kansas City, Días de angustia y Los compañeros, ¡Tranquilo, Fredy no hagas locuras! o Asesinada ayer.
En la dècada dels setanta cal destacar la projecció de pel·lícules amb gran èxit com: Allò que el vent s'endugué projectada al 26 de febrer de 1973. Així com altres pel·lícules com: El fantástico viaje de Simbad i El blanco, Alfileres de oro i De profesión, polígamo, Pánico en la ciudad i Tres suecas para tres Rodríguez.
En la dècada dels vuitanta es va fer una aposta per la programació doble. En aquest cas hi trobem: El Alámo y Rocky 2, De hombre a hombre i Moonraker o La loca historia del mundo, i Frances.
La davallada d'espectadors va provocar la reducció de l'espai dedicat a les projeccions. Com a conseqüència d'aquesta situació es va iniciar amb el tancament de l'amfiteatre i de forma progressiva amb el nombre de localitats disponibles a les sales. De fet, l'última programació publicada va ser el 15 de desembre de 1984. Uns dies més tard, el 23 de desembre de 1984 el cinema Verneda es va tancar de forma definitiva.